# Sumir Daiqing
Sumir Daiqing (chinesisch 苏密尔岱青, Pinyin Sū mì ěr dài qīng auch: Songmu’er Taiji, 松木儿台吉 - Sōngmù er táijí; Sunmu’er Abuhai, 孙木儿阿不害 - Sūnmù’er ā bù hài, ca. 1555 – ca. 1588) war ein Fürst der Borjigin der Tümed im 16. Jahrhundert. Er war der Enkel von Altan Khan (Anda Khan) und der fünfte Sohn von Sengge Düüreng (Xinai Huang Taiji).

## Leben
Sumir Daiqing war als Regent stationiert in Caharou’er, dem heutigen Chahan nao’er nordwestlich von Xuanfu (dem heutigen Kreis Xuanhua, Provinz Hebei) und über 320 Kilometer von der Grenzfestung der Ming-Dynastie entfernt. Im Jahr 1571 einigten sich die Mongolei und die Ming-Dynastie über Tributzahlungen und gegenseitigen Handel. Die Ming-Dynastie ernannte Sumer Daiqing zum Kommandeur. In Xinping Shikou und anderen ausgewiesenen Orten in der Provinz Shanxi fand Handel mit der Ming-Dynastie statt. Es gab Dürre, seine Untergebenen waren arm und selbst andere Regenten der Mongolei litten unter seinen Raubzügen. 1588 starb der dritte Dalai Lama Sönam Gyatsho in der Mongolei. Der vierte Sohn von Sumir Daiqing wurde von der Gelugpa-Schule als Reinkarnation des Dalai Lama benannt und als Yönten Gyatsho, als der vierte Dalai Lama, eingesetzt.

## Familie
Sumer Daiqing hatte vier Söhne:
1. Deligaier Taiji, Regent in Qianhu;
2. Deliboher Taiji, Regent in Qianhu;
3. Gekhaner Taiji, Kommandant einer Ja’un-Hundertschaft;
4. Yönten Gyatsho.[2]